# 荷兰裔美国人
荷兰裔美国人，指具有荷兰（尼德兰）血统的美国人。根据2000年美国人口普查，超过500万美国人声称自己具有荷兰血统。荷兰裔美国人主要分布于密歇根州、加利福尼亚州、蒙大拿州、明尼苏达州、纽约州、威斯康星州、爱达荷州、犹他州、艾奥瓦州、俄亥俄州、西弗吉尼亚州、宾西法尼亚州。

## 历史
1609年，荷兰东印度公司进入北美东海岸；之后在1613年，荷兰定居点开始陆续建立起来。其中的新阿姆斯特丹成为今日纽约市的雏形。

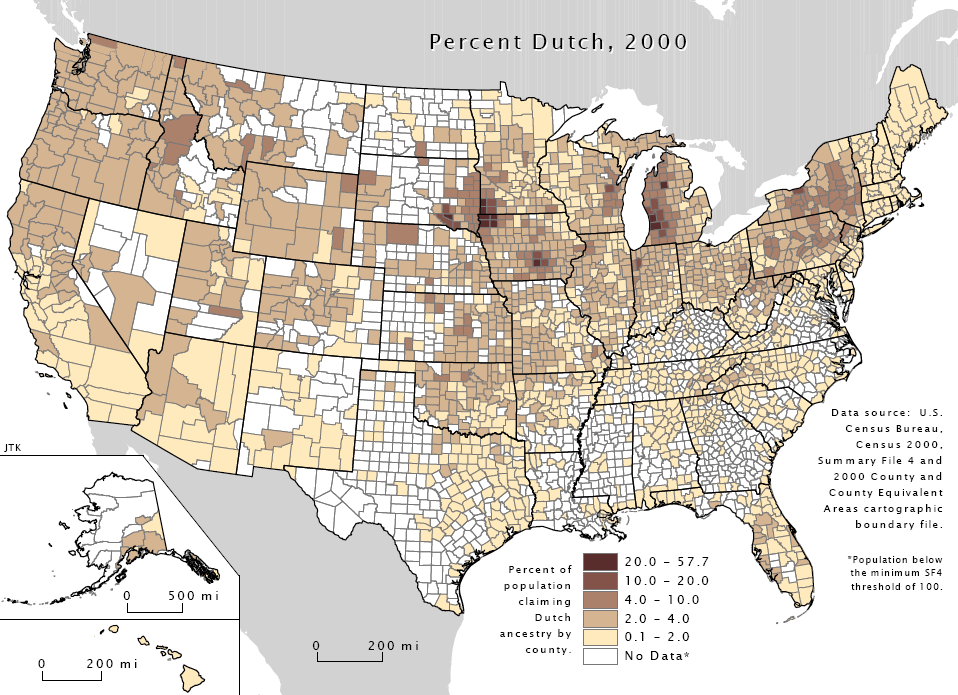